# Xramovka
Xramovka (en rus: Шрамовка) és un poble de l'óblast de Vorónej, a Rússia, segons el cens del 2010 tenia 416 habitants.